# Bustanico
Bustanico (en cors Bustanicu) és un municipi francès, situat a la regió de Còrsega, al departament d'Alta Còrsega. L'any 1999 tenia 77 habitants.

## Demografia
| 1962 | 1968 | 1975 | 1982 | 1990 | 1999 |
| ---- | ---- | ---- | ---- | ---- | ---- |
| 109  | 123  | 97   | 75   | 66   | 77   |

## Administració
| Període   | Identitat         | Partit | Qualitat |  |
| --------- | ----------------- | ------ | -------- |  |
| 2001-2008 | Antoine Perinetti |        |          |  |
| 2008      | Pierre Taddei     |        |          |  |